# Вильмсен, Фридрих Филипп
Фридрих Филипп Вильмсен (23 февраля 1770, Магдебург — 4 мая 1831, Берлин) — немецкий богослов, педагог и писатель
.

## Биография

Книга В. Вильмсен «Apollonia», сборник избранных изображений и историй для поучительного развлечения любознательной молодёжи. 1828 г.

Сын проповедника Приходской церкви в Берлине. С 1787 года обучался богословию и педагогике в Бранденбургском университете во Франкфурте-на-Одере. В 1788 году перешёл в университет Галле, где слушал лекции Августа Германа Нимейера, Георга Христиана Кнаппа, Христиана Фюрхтеготта Геллерта, Иоганном Каспаром Лафатером и др.
Вернувшись в Берлин, 6 лет работал в частной школе.
Рукоположён в 1798 году. Был пастором, преподавал Закон Божий в Дворянском институте для девиц королевы Луизы, позднее участвовал в школьной комиссии и был членом съезда проповедников, состоявшегося под председательством Ф. Шлейермахера.
В числе 13 пасторов В. Вильмсен резко выступал против нового молитвенника, изданного по повелению короля.
Занимался литературным творчеством. Автор многих произведений в области педагогики, практического богословия и назидательной, морализаторской литературы.
Умер в 1831 году.

## Избранные сочинения
- «Deutscher Kinderfreund» (1802, выдержал 200 изданий);
- «Der Bibelfreund» (1814);
- «Die Erde und ihre Bewohner» (1814);
- «Der Mensch im Kriege» (1815);
- «Das Leben Jesu» (1815);
- «Hersilia’s Lebensmorgen» (1816);
- «Eugenia» (1819)
- «Wilmsen’s Selbstbekenntnisse» (1829).